# Lieutenancy Area
Lieutenancy Area ist in Schottland die Bezeichnung für die Zuständigkeitsbereiche der zeremoniellen Lord Lieutenants, die Repräsentanten des britischen Monarchen in Schottland. Das Gebiet einer Lieutenancy Area kann sich von den aktuellen Verwaltungsbezirken und den historischen Grafschaften Schottlands unterscheiden. Vergleichbare Gebiete in England sind die dortigen Zeremoniellen Grafschaften.
Das Amt des Lord Lieutenant in den vier Städten Aberdeen, Dundee, Edinburgh und Glasgow wird ex officio vom jeweiligen Lord Provost, einem gewählten Politiker, wahrgenommen. Alle anderen Lord Lieutenants werden vom britischen Monarchen ernannt. Gegenwärtig ist Schottland in 35 Lieutenancy Areas eingeteilt:
| Lieutenancy Areas von Schottland | |  |
| 1. Aberdeen 2. Aberdeenshire 3. Angus 4. Argyll and Bute 5. Ayrshire and Arran 6. Banffshire 7. Berwickshire 8. Caithness 9. Clackmannanshire 10. Dumfries 11. Dunbartonshire 12. Dundee 13. East Lothian 14. Edinburgh 15. Fife 16. Glasgow 17. Inverness 18. Kincardineshire | 1. Lanarkshire 2. Midlothian 3. Morayshire 4. Nairn 5. Perth and Kinross 6. Renfrewshire 7. Ross and Cromarty 8. Roxburgh, Ettrick and Lauderdale 9. Stirling and Falkirk 10. Sutherland 11. The Stewartry of Kirkcudbright 12. Tweeddale 13. West Lothian 14. Western Isles 15. Wigtown 16. Orkney (nicht abgebildet) 17. Shetland (nicht abgebildet) |  |